# Sermenaz
Sermenaz est un quartier, partagé par les villes de Rillieux-la-Pape dans la métropole de Lyon et de Neyron dans l'Ain.

## Localisation
Le quartier est schématiquement délimité par le quartier de Crépieux-la-Pape et par le bourg de Neyron au sud ; par la départementale D71 (« route du Mas Rillier » au nord ; par le quartier de Neyron-le-Haut (Saint-Didier) à l'est ; par la ville nouvelle de Rillieux-la-Pape à l'ouest. Il est traversé par le viaduc Hélène-et-Victor-Basch qui constitue d'ailleurs la frontière entre les deux communes de Neyron et de Rillieux-la-Pape (et donc entre les deux départements concernés).

## Toponymie
Le suffixe az témoigne d'une origine linguistique arpitane. On prononce donc Sermena ou Serm'na.

## Monuments
- Château de Sermenaz.

- Tour de Sermenaz, dont le jardin est inscrit au pré-inventaire des jardins remarquables[2].

- Viaduc Hélène-et-Victor-Basch, qui s'appelait originellement viaduc de Sermenaz ; il a été baptisé Viaduc Hélène-et-Victor-Basch[3], en 1997, par Jean-Antoine Winghart, alors président des Autoroutes Paris-Rhin-Rhône.

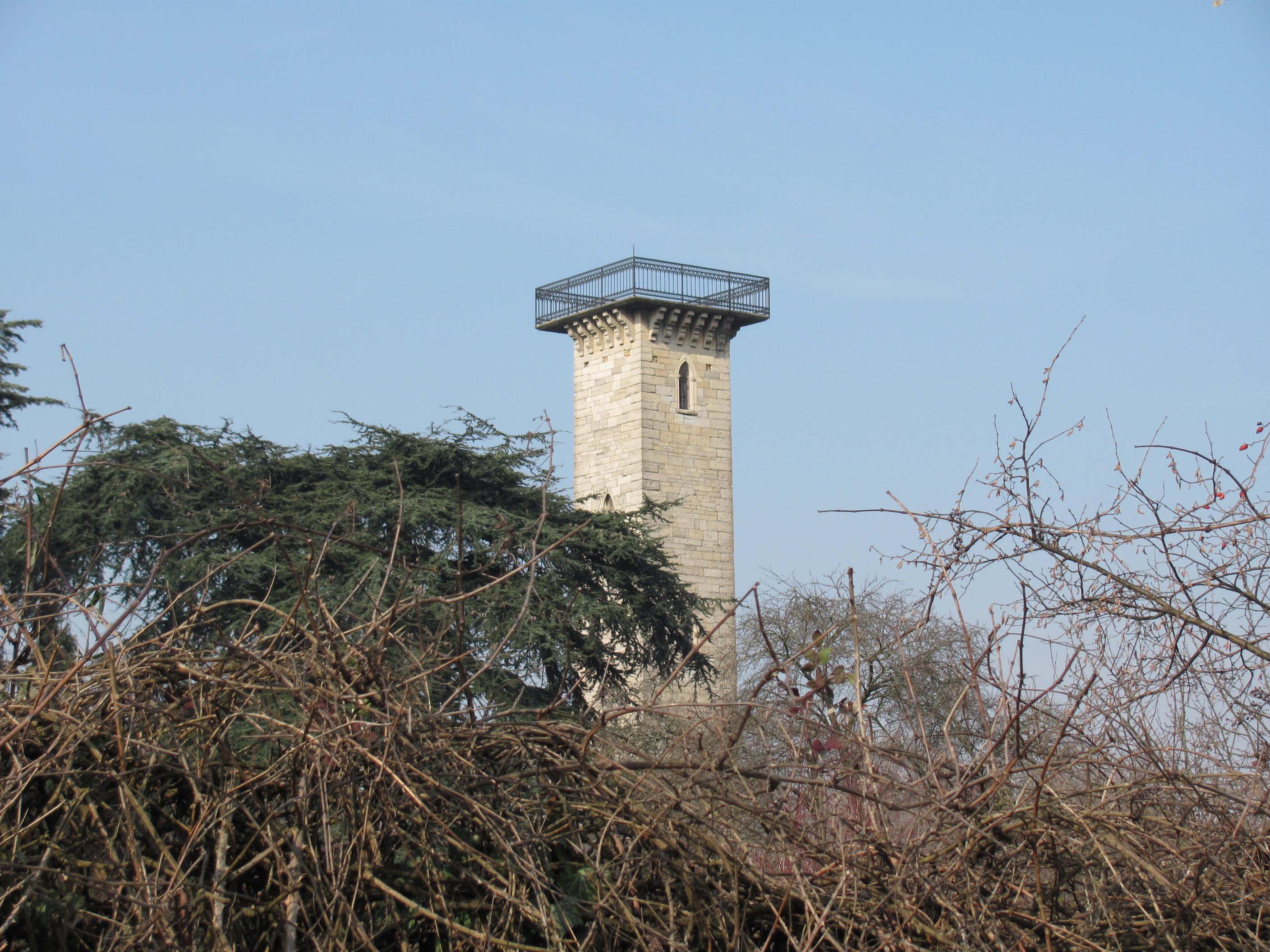
La tour de Sermenaz à Neyron.

### Fortifications de la deuxième ceinture de Lyon
- Batterie de Sermenaz.

- Redoutes de Neyron.

## Société

### Enseignement
Le lycée professionnel Sermenaz est nommé d'après le quartier.